# Ondřej Szabo
Ondřej Szabo (* 23. února 1979, Broumov) je bývalý český fotbalista, záložník. Po skončení aktivní kariéry působí jako trenér.

## Fotbalová kariéra
Začínal v TJ Slavoj Teplice nad Metují, přes FK Náchod přišel v roce 1982 do SK Hradec Králové. V české lize hrál za SK Hradec Králové, FC Bohemians Praha, FK Teplice a SK Kladno. Nastoupil ve 160 ligových utkáních a dal 12 ligových gólů. V zahraničí působil v FC DAC 1904 Dunajská Streda. V nižších soutěžích hrál i za FK Baník Sokolov, SK Hlavice, FK Bohemians Praha a SK Viktorie Jirny.

## Ligová bilance
| Ročník                          | Zápasy | Góly | Klub                  |
| ------------------------------- | ------ | ---- | --------------------- |
| Česká fotbalová liga 1998/99    | -      | 5    | SK Hradec Králové „B“ |
| Gambrinus liga 1998/99          | 7      | 0    | SK Hradec Králové     |
| Gambrinus liga 1999/00          | 25     | 1    | SK Hradec Králové     |
| 2. česká fotbalová liga 2000/01 | 20     | 1    | SK Hradec Králové     |
| Česká fotbalová liga 2000/01    | -      | 0    | SK Hradec Králové „B“ |
| Gambrinus liga 2001/02          | 6      | 0    | SK Hradec Králové     |
| Česká fotbalová liga 2001/02    | -      | 0    | SK Hradec Králové „B“ |
| Gambrinus liga 2001/02          | 2      | 0    | FC Bohemians Praha    |
| Gambrinus liga 2002/03          | 17     | 1    | FC Bohemians Praha    |
| 2. česká fotbalová liga 2003/04 | 19     | 2    | FC Bohemians Praha    |
| 2. česká fotbalová liga 2004/05 | 2      | 0    | FC Bohemians Praha    |
| Gambrinus liga 2004/05          | 17     | 1    | FK Teplice            |
| Gambrinus liga 2005/06          | 9      | 0    | FK Teplice            |
| Gambrinus liga 2006/07          | 4      | 0    | FK Teplice            |
| 2. česká fotbalová liga 2006/07 | 10     | 0    | FK Baník Sokolov      |
| Gambrinus liga 2007/08          | 26     | 4    | SK Kladno             |
| Gambrinus liga 2008/09          | 25     | 3    | SK Kladno             |
| Gambrinus liga 2009/10          | 22     | 2    | SK Kladno             |
| CELKEM 1. česká liga            | 160    | 12   |                       |